# 6451 Kärnten
6451 Kärnten là một tiểu hành tinh vành đai chính với chu kỳ quỹ đạo là 1570.6498594 ngày (4.30 năm).
Nó được phát hiện ngày 9 tháng 4 năm 1991.